# Jeannot Gilbert
Jeannot Gilbert, né le 29 décembre 1940 à Grande-Baie, dans la province de Québec au Canada, est un joueur de hockey sur glace professionnel ayant évolué comme centre dans la Ligue nationale de hockey pour les Bruins de Boston ainsi que dans l’Association mondiale de hockey pour les Nordiques de Québec,.

## Carrière de joueur
Gilbert commence son hockey junior dans la Ligue junior du Saguenay pour le National de Port-Alfred, la ville voisine de Grande-Baie. Durant son passage junior au Saguenay, il détient pendant longtemps le record pour le plus de points en une saison qui était de 139 Le record sera battu durant la saison 1974-75 par Martin Marcoux avec 140 points.
En 1959, il signe un contrat avec l’organisation des Bruins de Boston. Il continue son développement junior dans la Ligue de hockey de l'Ontario avec les Flyers de Barrie durant une saison. Il termine le deuxième meilleur pointeur de son équipe. En 1960, l’équipe  déménage à Niagara Falls. Il termine la saison comme meilleur pointeur de l’équipe avec 64 points.
Il commence sa carrière professionnelle en jouant un match, durant la saison 1960-1961, avec les Frontenacs de Kingston dans l'Eastern Professional Hockey League. L’année suivante, il joue de nouveau avec cette équipe durant cinq parties dans la saison régulière et trois durant les séries éliminatoires. Il passe la majorité de la saison dans la Eastern Hockey League avec les Comets de Clinton où il produit 38 buts et 51 passes pour 89 points en 67 parties. Il est nommé la recrue de l’année. Pour la saison 1962-1963, Gilbert, retourne jouer avec les Frontenacs. Il est le deuxième meilleur pointeur de l’équipe avec une production de 87 points. Il permet à son équipe de remporter le championnat de la saison en finale durant les éliminatoires.
Il connait son premier rappel dans la Ligue nationale de hockey de la part des Bruins. Il joue 5 rencontres, sans produire de point. La saison suivante, Gilbert évolue toute l’année dans la Ligue centrale de hockey avec les Bruins de Minneapolis, une équipe affiliée avec les Bruins de Boston, qui prend la place des Frontenacs de Kingston après la dissolution de l’Eastern Professional Hockey League. Il est le meilleur buteur et pointeur de l’équipe avec une récolte de 50 buts et 50 passes, pour 100 points. Il est le deuxième meilleur buteur et pointeur de la ligue derrière son futur coéquipier Alain Caron.
Il remporte le trophée du joueur le plus utile de la Ligue centrale. En 1964-1965, Gilbert joue pour les Reds de Providence de la Ligue américaine de hockey. Il sera le deuxième buteur de l’équipe. Durant l’année, il reçoit son deuxième rappel des Bruins. Il participe à 4 parties et produit une passe. Il s’agit du dernier passage de Jeannot Gilbert dans la LNH. En 1965-1966, il entame une longue carrière avec les Bears de Hershey. À sa première saison dans la ville du chocolat, il devient le deuxième meilleur pointeur des Bears avec 20 buts et 51 passes pour 71 points. En 1966-1967, il connait une meilleure récolte avec 83 points et termine à 1 point du meneur des Bears.
La Ligue nationale de hockey augmente le nombre d'équipe en procédant à une expansion en 1967. La ligue double ses équipes pour avoir 12 équipes dès la campagne 1967-1968. Jeannot Gilbert est repêché par les Penguins de Pittsburgh en 14e ronde au 82e rang. Gilbert se présente au camp d'entrainement pour tenter sa chance avec la nouvelle équipe. En raison d'une mésentente contractuelle et d'une blessure, Gilbert décide de retourner avec les Bears de Hershey. Il est échangé aux Bears contre le futur entraîneur des Penguins, Gene Ubriaco. Il produit une saison de 75 points. En 1968-1969, Gilbert connait sa meilleure saison en carrière avec 35 buts et 65 passes pour 100 points. Il sera le meneur des Bears et le meneur pour les passes et les points pour la Ligue américaine de hockey, ce qui lui permet de remporter le trophée John-B.-Sollenberger. En séries éliminatoires, les Bears remportent la Coupe Calder.
Il joue quatre autres saisons avec les Bears. Il est le deuxième meilleur pointeur des Bears lors de la saison 1969-1970, avant de devenir le meilleur pointeur de son équipe lors des saisons 1971-1972 et 1972-1973.
Avant de compléter sa carrière de joueur, il décide de revenir au Québec. Il signe comme agent libre avec les Nordiques de Québec de l’Association mondiale de hockey. Il joue avec un autre joueur célèbre originaire de la région du Saguenay-Lac-Saint-Jean, Jean-Claude Tremblay et renoue avec un ancien coéquipier, Alain Caron. Il produit 56 points. Il joue une dernière saison dans l’AMH où il joue dans 58 parties. Il aide les Nordiques en séries éliminatoires à se rendre en finale de la Coupe Avco contre les Aeros de Houston de Gordie Howe et de ses fils, Mark et Marty. Les Nordiques ne réussissent pas à remporter la coupe. Après cette saison, il décide d’accrocher ses patins.

## Vie personnelle
Durant sa carrière de joueur, il est propriétaire, avec des associés, d'une épicerie "Gilbert et Côté" à Bagotville, sa ville de résidence officielle
Après sa carrière de hockeyeur, Gilbert est propriétaire de deux épiceries et de la Tabagie 1500 des Galeries de La Baie au Saguenay-Lac-Saint-Jean, sa région natale.
Il est intronisé au Temple de la renommée Jean-Claude Tremblay du hockey mineur de La Baie.
Il a joué de nombreuses années dans les équipes des anciens des Nordiques de Québec et des Bears de Hershey.
Il est marié et père de deux enfants, Richard et Marie-Hélène.